# Zadobje
Zadobje je naselje v Občini Gorenja vas - Poljane.